# Гълъб на Майер
Гълъбът на Майер (Nesoenas mayeri) е вид птица от семейство Гълъбови (Columbidae). Видът е застрашен от изчезване.

## Разпространение и местообитание
Разпространен е в Мавриций.